# Graptopetalum paraguayense

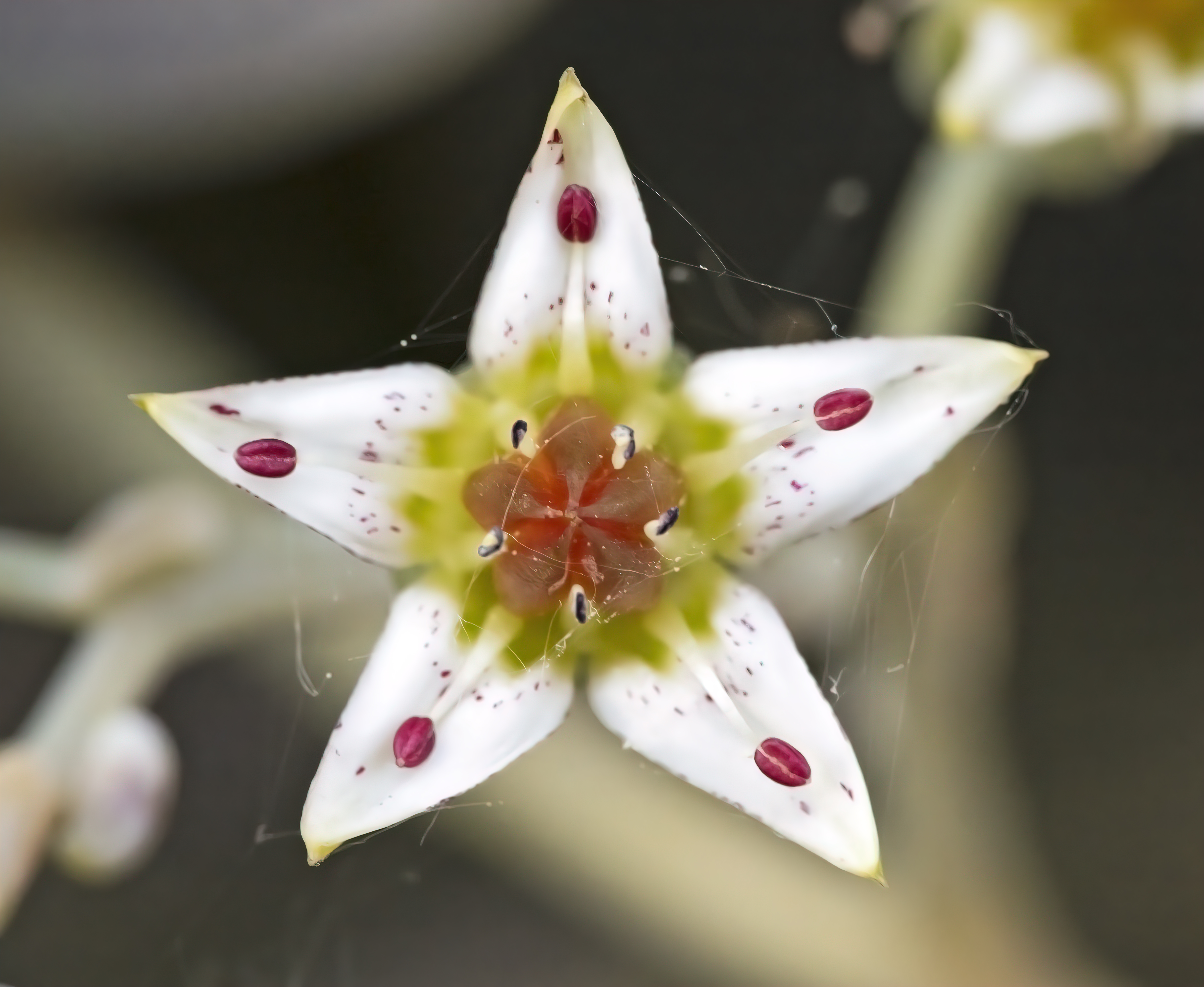
Flor

Graptopetalum paraguayense és una espècie de planta suculenta del gènere Graptopetalum, de la família de les Crassulaceae.

## Descripció
És una planta suculenta perenne, sense pèls, que forma rosetes de fulles carnoses de color groc rosaci en condicions càlides i seques, o gris-blavós si està a l'ombra parcial i amb regs regulars. És semblant a la Echeveria, però les rosetes tenen creixement apical amb tiges que s'estenen creant colònies de fins a 30 cm d'alçada i 60 cm d'amplada.
Les rosetes, de 9 a 15 cm de diàmetre, de fulles lleugerament superposades formant una espiral logarítmica. Les fulles velles a la base de la tija es van marcint i caient, quedant amb el temps la tija pelada amb la roseta al final.
Les fulles, de 2 a 8 cm de llarg i 1,5 a 2,5 cm d'ample, triangular a espatulades, punxegudes, amb l'anvers pla o buidat, i el revers amb quilla. El color de les fulles varia del verd-grisós, blau pàl·lid, rosa-lila clar, a porpra clar, recobertes d'un polsim grisós que li dona una brillantor opalescent.
Les flors, en forma d'estrella, blanques amb petites taques vermelles, de 2 cm de diàmetre, surten a finals d'hivern, principi de primavera, en inflorescències de fins a 15 cm amb 2 a 6 branques, cadascuna amb 3 a 14 flors.

## Distribució
Espècie endèmica de Mèxic (probablement de Tamaulipas), tot i que originalment es creia que era nativa del Paraguai, motiu del seu nom. L'espècie s'ha naturalitzat a Queensland, Austràlia.

## Cultiu
Planta de cultiu molt fàcil. Suporta el plè sol i la sequera, però prefereix l'ombra parcial i el reg a l'estiu. La temperatura mínima de 7 °C, però pot sobreviure lleugeres gelades.
Es propaga per esqueix o per fulla, que arrelen molt fàcilment.

## Taxonomia
Graptopetalum paraguayense va ser descrita per Walther, Eric i publicada a Cactus and Succulent Journal 9: 108. 1938.

### Etimologia
Graptopetalum: nom genèric que deriva de les paraules gregues: γραπτός (graptos) per a "escrits", pintats i πέταλον (petalon) per a "pètals" on es refereix als pètals generalment tacats.
paraguayense: epítet del lloc on erròniament es creia que era originari: 'del Paraguai'.

### Sinonímia
- Cotyledon paraguayensis N.E. Br. (basiònim)
- Sedum paraguayense (N.E. Br.) Bullock
- Fulla de cera (nom popular).